# Le pietre magiche di Shannara
Le pietre magiche di Shannara (The Elfstones of Shannara, 1982) è un romanzo del 1982 dello scrittore statunitense Terry Brooks, il secondo dell'epopea fantasy di Shannara. Narra la storia degli Elfi, solo accennata nel precedente romanzo La spada di Shannara, e segue le vicissitudini di Wil Ohmsford, nipote di Shea (protagonista del primo libro) ed erede delle pietre magiche.
Dal romanzo è stata tratta la serie televisiva The Shannara Chronicles del 2016.

## Trama
(Terry Brooks, Le pietre magiche di Shannara)

### Antefatti
Prima del tempo degli Uomini vi fu l'era di Faerie. Molti spiriti potenti, tra i quali il Re del Fiume Argento, servitore del Verbo, sono originari di quest'epoca. Anche gli Elfi erano originari di quel periodo: erano soliti vivere molto a lungo e possedevano la magia innata. Fu allora che essi crearono le pietre magiche. Tuttavia, all'inizio del tempo, si originò anche l'oscurità come necessaria controparte della luce. Nacquero così i Demoni, servitori del Vuoto. Dopo secoli di lotta, gli Elfi crearono il Divieto, un incantesimo che imprigionava i Demoni al di fuori dei confini del mondo, grazie al sigillo dell'Eterea, un bellissimo albero color argento. Questo enorme sforzo prosciugò quasi interamente il potere magico degli Elfi. Con il tempo la maggior parte delle creature di Faerie si indebolì a causa del mancato uso della magia e si estinse. Tuttavia gli Elfi sopravvissero - sebbene incapaci di usare la magia - e cominciarono ad assomigliare sempre più alla razza umana. Intimoriti dagli umani che si moltiplicavano rapidamente, cominciarono a nascondersi nei boschi, rimanendo a guardia dell'Eterea nella loro capitale Arborlon. Gli Elfi rimasero in disparte anche durante le Grandi Guerre, causa della quasi totale distruzione dell'umanità. Quando l'umanità sopravvissuta alle Grandi Guerre si divise in quattro razze distinte molti credettero che gli Elfi fossero una razza derivata dalla risorta umanità. Fu proprio un elfo, Galaphile, a credere nell'importanza del recupero e dello studio delle antiche conoscenze e a convocare il primo concilio dei Druidi a Paranor.

### Riassunto
Dopo la distruzione di Brona per mano di Shea, le Quattro Terre hanno lentamente iniziato a prosperare in pace. Wil Ohmsford, nipote di Shea, è il primo uomo ad essere accolto a Storlock, la comunità di Gnomi guaritori. Il giovane è intenzionato ad imparare le loro arti di guarigione per aiutare i sofferenti. Wil è molto legato allo zio Flick e, pur avendo ricevuto dal nonno Shea le Pietre Magiche, non ha mai ritenuto di dover approfondire il suo legame con la magia elfa. Tuttavia un giorno Allanon si ripresenta nelle Quattro Terre e, a Storlock, cerca di convincere Wil a seguirlo perché un nuovo pericolo è all'orizzonte: l'Eterea sta morendo e il Divieto si sta indebolendo, tanto che già il più potente dei Demoni - il Dagda Mor - è riuscito a creare una breccia nel Divieto e a tornare nel mondo, portando con sé altri due terribili Demoni noti come il Mietitore e il Camaleonte. Wil segue il druido, nonostante il parere contrario di Flick.
L'Eterea è servita ogni anno da sette giovani Elfi, tradizionalmente uomini. In quell'anno invece, per la prima volta dopo cinquecento anni, è stata scelta anche una ragazza, Amberle Elessedil, nipote del re degli Elfi Eventine Elessedil. Tuttavia la ragazza ha abbandonato il servizio ed è fuggita da Arborlon in seguito ad alcune visioni. L'Eterea una mattina comunica ai sei Eletti rimasti che sta lentamente morendo. Quella stessa notte il Mietitore stermina tutti i sei Eletti. La notizia getta nello sconforto il re Eventine che, ormai molto anziano, non si sente in grado di guidare il suo popolo e di fronteggiare i Demoni senza la magia. Allanon comunica al Consiglio degli Elfi che, attraverso lo studio della storia dei Druidi a Paranor, è riuscito a scoprire che l'unico modo di ripristinare il Divieto è che un Eletto immerga il seme dell'Eterea nel Fuoco di Sangue.
Allanon e Wil rintracciano allora Amberle, convincendola a tornare ad Arborlon. Nonostante la ritrosia della ragazza e di parecchi membri del Consiglio degli Elfi, tra i quali il principe ereditario Arion, che considera Amberle una traditrice, l'Eterea riconosce Amberle come Eletta e le affida il suo seme. Amberle e Wil, insieme a sette elfi, partono in gran segreto alla ricerca del Fuoco di Sangue, mentre Allanon resta al fianco degli Elfi a preparare la grande battaglia contro i Demoni.
Tuttavia il viaggio alla ricerca del Fuoco di Sangue non passa inosservato. Il Mietitore tende numerosi agguati al gruppo nelle paludi di Acque Opache e nella fortezza elfa abbandonata di Pykon da cui Wil e Amberle riescono a sfuggire solo grazie all'eroico sacrificio di Crispin e dei suoi uomini. Wil riesce a usare una prima volta il potere delle Pietre Magiche, ma a prezzo di una grande fatica nel superare una barriera dentro di lui che lo convince di non essere in grado di usare fino in fondo la magia elfica. Per sfuggire al potente Demone, i due si uniscono a una compagnia di nomadi guidata dall'astuto Cephelo dove conoscono la giovane e bella protetta di Cephelo, Eretria, che si innamora di Wil. Alle pendici delle montagne, i giovani si separano dai nomadi e conoscono Perk, un elfo del Cielo, che li trasporta nella Malaterra sul suo Roc Genewen, promettendo di sorvolare la zona nei giorni successivi per recuperarli e scortarli ad Arborlon in caso di successo della missione. 
Nel frattempo l'orda demoniaca emerge dal Divieto nelle Pianure di Cenere e viene fronteggiata dall'esercito elfo, rinforzato da una truppa di Nani, da una di Troll del Kershalt e dal Libero Battaglione della Legione della Frontiera, capitanato dal valoroso Stee Jans. Il battaglione è un'unità secondaria della Legione della Frontiera impiegata per gli assalti più disperati in quanto costituita da uomini dal passato controverso che hanno trovato nell'esercito l'unica causa di vita e di redenzione. Le terre del Sud - divise fra la nascente Federazione e alcune città stato - decidono di non prendere parte alla battaglia con il loro battaglione scelto, in quanto non importante per il loro futuro. L'esercito delle Quattro Terre, diviso in due tronconi, affronta i demoni ai due passi di Worl Run e Halys Cut, riuscendo a frenarne momentaneamente l'avanzata nonostante ingenti perdite, fra le quali il figlio primogenito di Eventine, Arion Elessedil. La scoperta che la gran parte dell'orda demoniaca ha aggirato il Confine per attaccare Arborlon da Nord costringe l'esercito delle Quattro Terre ad abbandonare la piana di Sarandanon e ad attestare l'ultima linea di difesa sulle rampe dell'Elfitch. Nella ritirata trova la morte il capo dell'esercito elfo Kael Pindanon e lo stesso Eventine viene gravemente ferito e perde conoscenza. Il secondogenito di Eventine, Ander Elessedil, sostituisce il padre ferito e nomina Stee Jans comandante dell'Esercito.
Wil e Amberle cercano informazioni su come raggiungere il Fuoco di Sangue al villaggio di Grimpen Ward, unico avamposto civilizzato della Malaterra, abitato da briganti e gente senza scrupoli. Wil cerca di sfruttare le sue conoscenze di guaritore per raccogliere informazioni, ma i due giovani devono fuggire nottetempo dai briganti con l'aiuto dei Nomadi di Cephelo ed Eretria, di Hebel - un esploratore del luogo - e del suo cane Vagabondo. Wil scopre che Cephelo gli ha sottratto le Pietre, perciò lascia Amberle alle pendici della Fossa e torna indietro. Sulla strada trova Eretria, che è fuggita da Cephelo che la voleva vendere. Insieme trovano i resti dell'accampamento nomade devastato dal Mietitore. Wil riesce a ritrovare le Pietre indosso a Cephelo ed insieme ad Eretria corre verso il luogo dove aveva lasciato Amberle. La ragazza tuttavia è stata rapita da Mallenroh, una delle streghe sorelle - creature superstiti del mondo antico - che regnano sulla Fossa. Hebel e Vagabondo li raggiungono. Mallenroh cattura anche Wil, Eretria, Hebel e Vagabondo e percepisce la magia delle Pietre Magiche. Questa viene percepita anche dalla sorella di Mallenroh, le due sorelle hanno uno scontro che le porta alla distruzione. Guidati da Wisp, lo schiavo di Mallenroh, e da Vagabondo, Amberle riesce ad arrivare al Fuoco di Sangue. La ragazza, entrando nel Fuoco di Sangue, capisce che le immagini trasmesse dall'Eterea, che l'avevano spaventata e costretta alla fuga, erano un modo tramite cui la pianta voleva comunicarle il suo destino: morire e rinascere come nuova Eterea. Wil riesce finalmente a usare fino in fondo il potere delle Pietre ed esce vittorioso dallo scontro con il Mietitore portando in salvo Amberle. 
Intanto l'esercito delle Quattro Terre resiste valorosamente al quinto dei sette cancelli dell'Elfitch contro l'avanzata dei demoni. Nella notte il Camaleonte, che era sempre rimasto nascosto nella reggia nei panni del vecchio cane di Eventine, si rivela e cerca di uccidere il re. Nel tragico scontro fra i due, Eventine riesce ad uccidere il demone, ma non sopravvive alle ferite riportate e muore. Anche l'Eterea muore definitivamente e solo Allanon con la sua magia può aiutare l'esercito ormai allo stremo a fronteggiare l'inarrestabile orda demoniaca. In un terribile scontro Allanon ha la meglio sul Dagda Mor, ma nemmeno questo successo impedisce ai demoni di conquistare definitivamente l'Elfitch. Perk, che ha mantenuto fede alla sua promessa ben oltre i limiti, riporta in volo ad Arborlon Amberle, Wil ed Eretria appena prima che gli ultimi difensori della città vengano massacrati dai demoni all'ingresso dei giardini della Vita. Amberle rinasce come nuova Eterea ed il Divieto è ripristinato. I demoni vengono rispediti nel nulla.
Wil è gravemente ferito e soffre terribilmente per la perdita di Amberle, di cui si era innamorato, e incolpa Allanon per non aver rivelato sin dal principio il loro destino a lui e alla ragazza. Allanon gli spiega le sue ragioni, confessando infine di essere invecchiato e fortemente debilitato dall'intenso uso della magia fatto durante la battaglia contro i Demoni. I Nani ed i Troll sopravvissuti fanno ritorno alle loro terre, imitati da Stee Jans e dai pochi superstiti del Libero Battaglione, nonostante Ander - nuovo re degli Elfi - offra al condottiero la guida dell'esercito Elfo.
Eretria resta al fianco di Wil che, accettato il destino di Amberle, le chiede di restare con lui per tutta la vita.

## Personaggi
- Wil Ohmsford
- Amberle Elessedil
- Eretria
- Allanon
- Eventine Elessedil
- Ander Elessedil
- Arion Elessedil
- Stee Jans
- Dagda Mor
- Mietitore
- Camaleonte

## Opere derivate
La casa di produzione statunitense Warner Bros. aveva acquistato i diritti del ciclo di Shannara e indiscrezioni parlavano di un primo lungometraggio tratto da Le pietre magiche di Shannara con il regista Mike Newell. L'opzione della Warner è però scaduta ad agosto 2010 senza alcun progetto concreto per un film.
A settembre 2012 è stato confermato che sarebbe stata prodotta una serie tv da Sonar Entertainment in collaborazione con MTV. Durante il Comic-con di San Diego 2015 è stato trasmesso un primo trailer della serie, dal titolo The Shannara Chronicles, la cui messa in onda è iniziata il 5 gennaio 2016 su MTV negli Stati Uniti e il 15 gennaio su Sky Atlantic in Italia.

## Edizioni
- Terry Brooks, Le pietre magiche di Shannara, traduzione di Silvia Stefani, collana Oscar Mondadori, Mondadori, 1999,  p. 498, ISBN 88-04-37832-8.